# El Niño costero de 2017
El Niño costero de 2017, o simplemente el El Niño de 2017, fue un evento del fenómeno denominado El Niño costero que afectó a las naciones sudamericanas de Perú y Ecuador entre diciembre de 2016 a mayo de 2017. Este fenómeno se caracteriza por el calentamiento anómalo del mar localizado en las costas de estos países. Este calentamiento produce humedad que desencadena fuertes lluvias causando desbordes, inundaciones y aluviones que afectan a varias localidades.
El fenómeno fue antecedido en el 2016 por una fuerte sequía que afectó a ambos países. El Niño costero 2017 se manifestó con temperaturas extremas del aire, lluvias intensas y aumento de los caudales.
El 31 de marzo del 2017, el Indeci publicó un reporte que muestra los efectos del Niño costero hasta la fecha. Este muestra un total de 101 fallecidos, 353 heridos, 19 desaparecidos, 141 000 damnificados y casi un millón de afectados a nivel nacional desde diciembre del 2016. Asimismo, los daños causados en Perú se estiman que superan los US$3.100 millones. Por sus impactos, asociados a las lluvias e inundaciones, el evento es considerado para el Perú como el tercer “Fenómeno El Niño” más intenso de al menos los últimos cien años. En Ecuador las lluvias han causado la muerte de al menos 27 personas y 127 500 afectados.

## Desarrollo

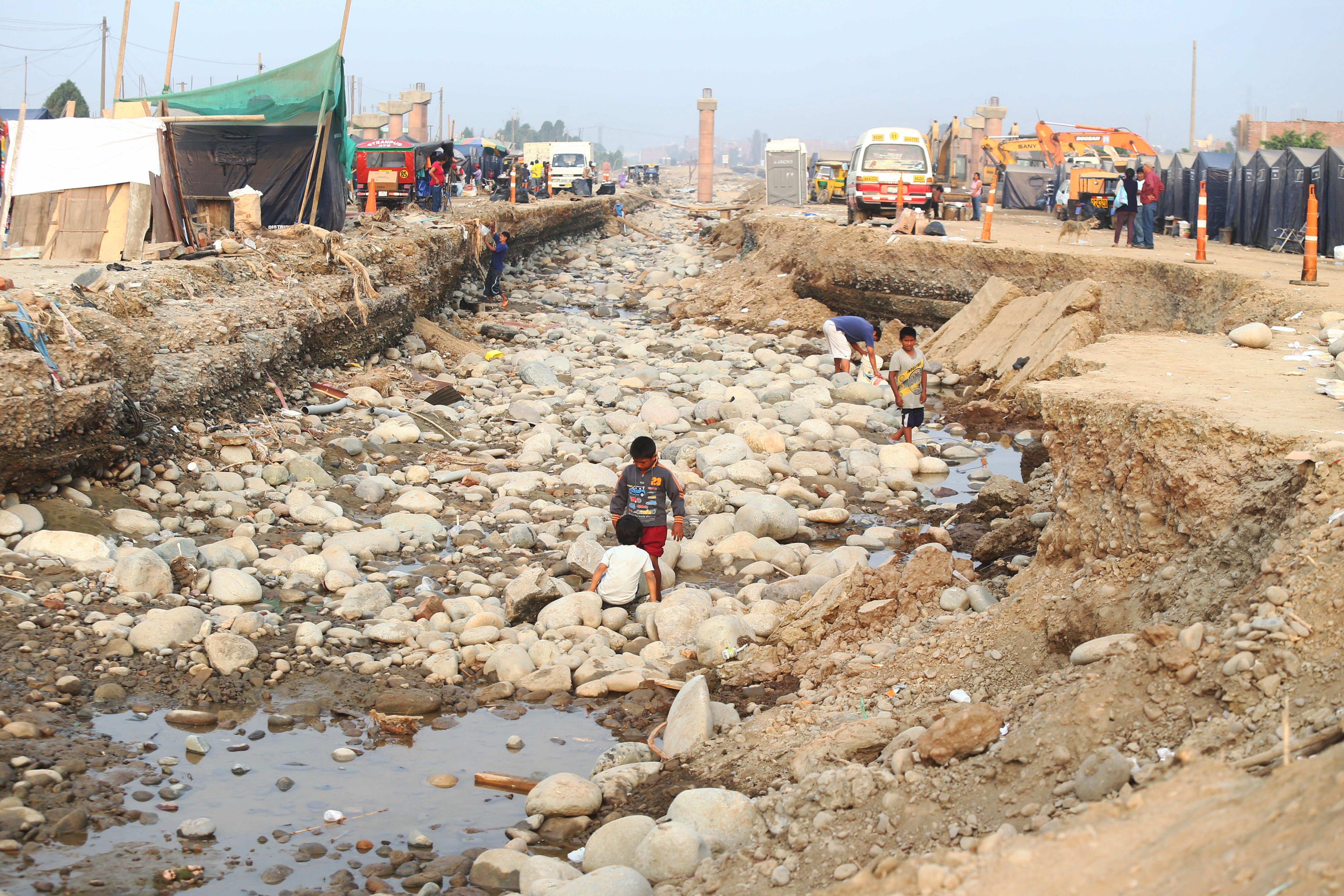
Habitantes del distrito de San Juan de Lurigancho buscando sus pertenencias después de uno de los primeros huaicos en Lima, Perú.

Perú y Ecuador son países con salida al océano Pacífico y que, desde la época prehispánica, han experimentado el fenómeno del El Niño. El fenómeno actual, conocido como el Niño costero, difiere de El Niño común debido a que este sólo se desarrolla a lo largo de las costas peruanas y ecuatorianas; a diferencia del común, el cual afecta un área mucho mayor del Océano Pacífico. El doctor Dimitri Gutiérrez Aguilar, vocero oficial de la ENFEN, asegura que hay una diferencia en la génesis del calentamiento anómalo actual en Ecuador y Perú debido a que es distinta a las condiciones típicas del desarrollo del fenómeno de El Niño, aunque su manifestación sea similar.

"Lo que sucede ahora (el Niño costero) no es producido por las ondas Kelvin (ondas calientes) de las costas del Pacífico oeste, provenientes de Australia, y que tienen un alcance hasta el Pacífico central (Fenómeno El Niño), sino por un evento meteorológico estrictamente local, frente a las costas de Perú y Ecuador”.
Dr. Ken Takahashi, Director de Ciencias de la Atmósfera e Hidrósfera del Instituto Geofísico del Perú (IGP) y miembro del Estudio Nacional del Fenómeno del Niño (EFEN)

Los primeros indicios de El Niño costero se comenzaron a dar en Perú a finales de noviembre de 2016. En enero del 2017, los departamentos de Lambayeque, La Libertad, Piura y Tumbes se vieron afectadas por fuertes temporales. La crisis climática también se intensificó y afectó a regiones muy alejadas de la costa como Cajamarca, Huánuco y Junín. Hasta el momento varias jurisdicciones, que desde el 2016 se encontraban en fuera de riesgo, han sido afectadas por el fenómeno.
En la actualidad, los departamentos afectados, en los cuales muchos de sus distritos se encuentran en estado de emergencia son:
- Ancash, con el mayor número de distritos en estado de emergencia (166). En el cual se encuentran Casma, Huarmey, severamente afectadas por el fenómeno.
- Lima (145), en el cual 17 de ellos pertenecen a Lima Metropolitana, entre ellos Lurigancho-Chosica, Chaclacayo, San Juan de Lurigancho, Cieneguilla, Punta Hermosa, Ate, Pucusana y Rimac. Otras provincias que contienen distritos severamente afectados son Canta, Huaral, Huarochirí y Yauyos.
- Cajamarca
- La Libertad
- Piura
- Tumbes
- Arequipa

Hasta el momento las áreas metropolitanas de Lima, Piura, Chiclayo, Arequipa y Trujillo han sido afectadas y se encuentran en peligro por los huaicos y los desbordes de los ríos.
Ecuador por su parte, no ha sido muy afectado debido a los planes de prevención aplicados por el gobierno de Rafael Correa. Igualmente han sufrido de pérdidas humanas y materiales en las provincias de Chimborazo, Guayas, Los Ríos y Manabí. También, diferentes ciudades han sido afectadas por las lluvias torrenciales. Entre ellas, la ciudad más poblada, Guayaquil.

## Climatología

### Situación previa: El Niño de 2014-16
Antes que se produzca el Niño costero, hubo un evento del fenómeno del Niño global. Este Niño  duró desde noviembre de 2014 hasta mayo de 2016, fue catalogado como muy fuerte y apodado "Superniño" o "Niño Godzilla" debido a que el área de calentamiento fue muy grande. Este Niño hizo que las temperaturas mundiales batieran numerosos récords, y que en determinado momento, febrero de 2016 por ejemplo, aumentaran las temperaturas en la costa del Pacífico americano desde Alaska hasta Chile. 
A pesar de que este Niño fue calificado como muy intenso, no afectó gravemente las costas sudamericanas debido a que centró su desarrollo en el Pacífico central ecuatorial. Terminando este Niño global, el calor anómalo del océano se desplaza hacia las costas del Perú, iniciándose así un evento de Niño Costero.

### Duración
El calentamiento anómalo se presentó en las costas del Perú desde junio de 2016, sin embargo, de acuerdo con estudiosos peruanos, se considera que el evento denominado Niño Costero dura oficialmente desde diciembre de 2016 hasta mayo de 2017, con mayor actividad entre enero y marzo de 2017, y las áreas más afectadas fueron las regiones peruanas de Piura, Lambayeque y La Libertad.
Por otro lado, en las costas del Ecuador el calentamiento anómalo apareció posteriormente, durando solo desde enero hasta abril de 2017. En ambos países, el episodio más crítico se dio en marzo de 2017. Por estas razones, a este evento también se lo llama simplemente el Niño de 2017.

### Origen
| La temperatura del agua de mar está muy caliente, y desde la zona norte se distribuye hasta la parte sur. Esta situación de temperaturas que bordean los 29 y 30 grados hace que la atmósfera sea bastante inestable. —Nelson Quispe. |

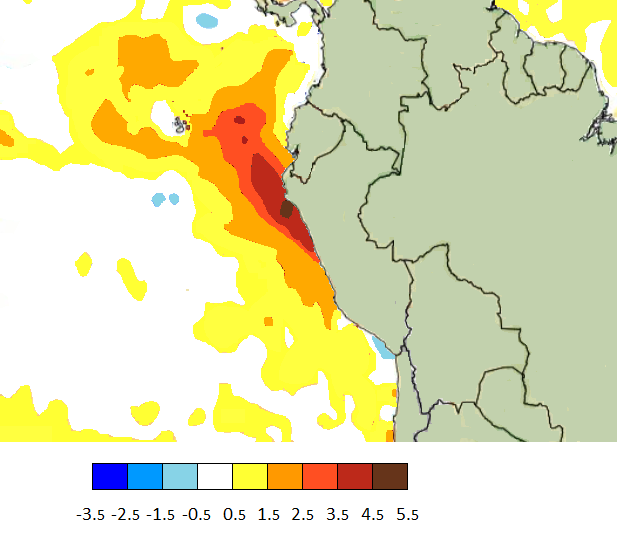
Mapa de temperaturas anómalas en °C para marzo de 2017. El llamado Niño costero tiene su origen en calentamiento anómalo de las aguas costeras de Perú y Ecuador.

Las fuertes lluvias tuvieron origen en el calentamiento del mar que limita las costas del Pacífico de Perú y Ecuador, un fenómeno denominado El Niño Costero. El aumento de la temperatura del mar se vincula con las corrientes de aire, de origen centroamericano, que se mueven con dirección al sur, favoreciendo el calentamiento del mar y con la llegada de aguas cálidas provenientes de Asia y Oceanía. A su paso por las costas de Ecuador y Perú, la corriente de aguas cálidas no encontró una barrera suficientemente fuerte de vientos alisios (ver animación) que impidiera su llegada con tanta fuerza. La masa de aguas cálidas se caracteriza por ser superficial y de fácil evaporación; llegan a alcanzar temperaturas de hasta 29° C, lo que genera una atmósfera inestable y lluvias constantes.

## Antecedentes: Niños de 1891 y 1925
Un antecedente del Niño Costero de 2017, sería el Meganiño de 1891, llamado entonces el "Diluvio de 1891" o los "Aluviones de 1891". Este evento habría sido un Niño costero debido a que fue un fenómeno que afectó grandemente la costa peruana de forma localizada, pero sin mayor influencia para el clima global, por lo que probablemente no se relacionaría con el patrón climático llamado ENSO (El Niño-Oscilación del Sur). El evento de 1891 es el primero que en su época fue estudiado científicamente gracias a la Sociedad Geográfica de Lima, duró de febrero a abril y habría sido ocasionado por el calentamiento anómalo oceánico por influencia de la Corriente del Niño. La NOAA considera que el de 1891 fue un evento cálido del Perú que está dentro de los más severos ocurridos en los últimos 300 años. Ocasionó grandes desastres y más de dos mil fallecidos en el Perú.
El Niño de 1925 fue también un Niño costero que afectó Perú y Ecuador entre los meses de febrero a abril. Fue originado por la irrupción de la Corriente del Niño, produciéndose un rápido calentamiento del mar, con desarrollo del fenómeno durante un evento simultáneo de Niña global (esta contradicción se denomina La Niña Modoki). Al igual que en 2017 hubo un debilitamiento de los vientos alisios del sur, con desarrollo intenso del cinturón de lluvias tropicales y su correspondiente asociación a una intensa Zona de convergencia intertropical (ZCIT) al sur del ecuador.

## Países afectados

### Perú

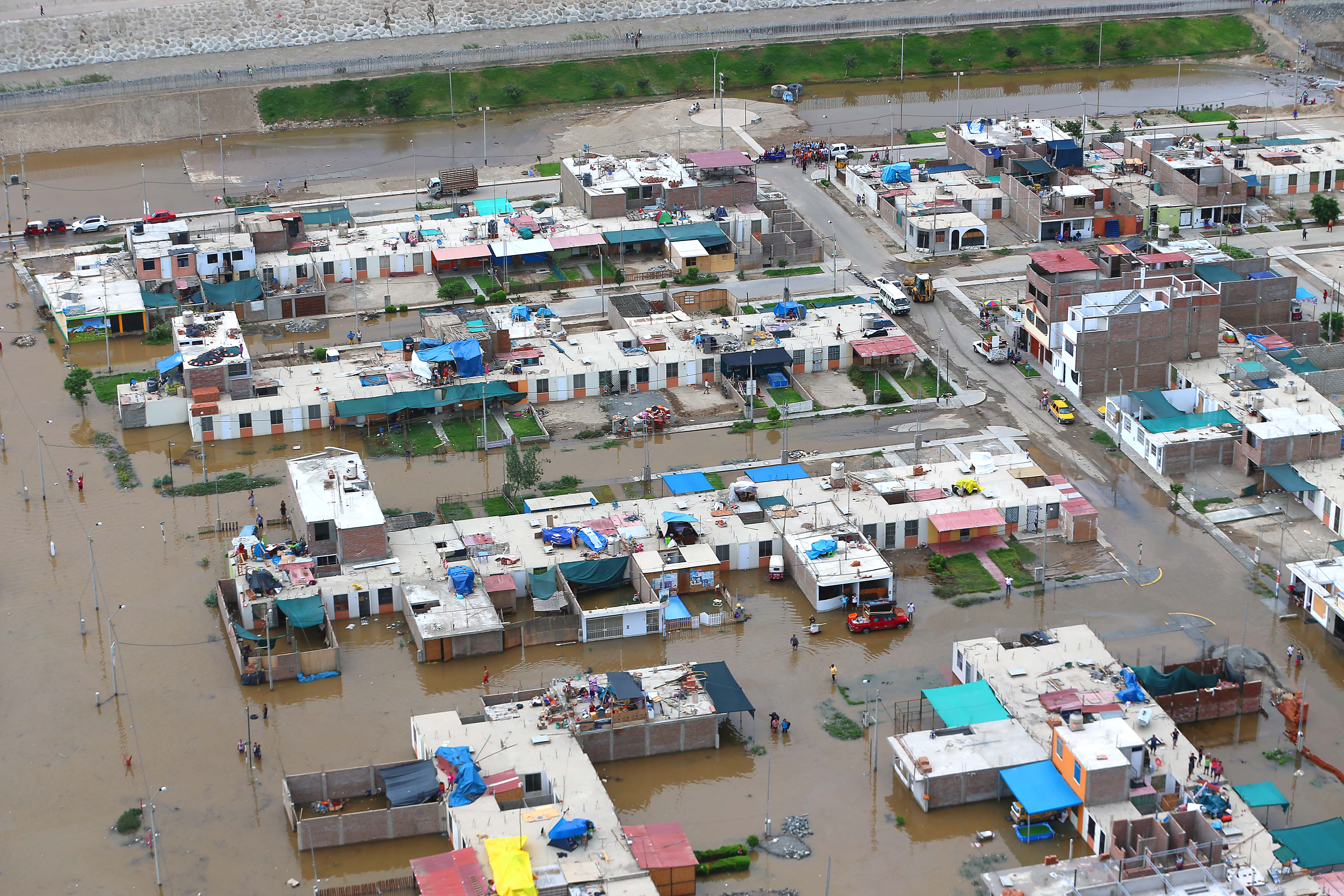
La localidad de La Tinguiña, Ica, afectada por las inundaciones.

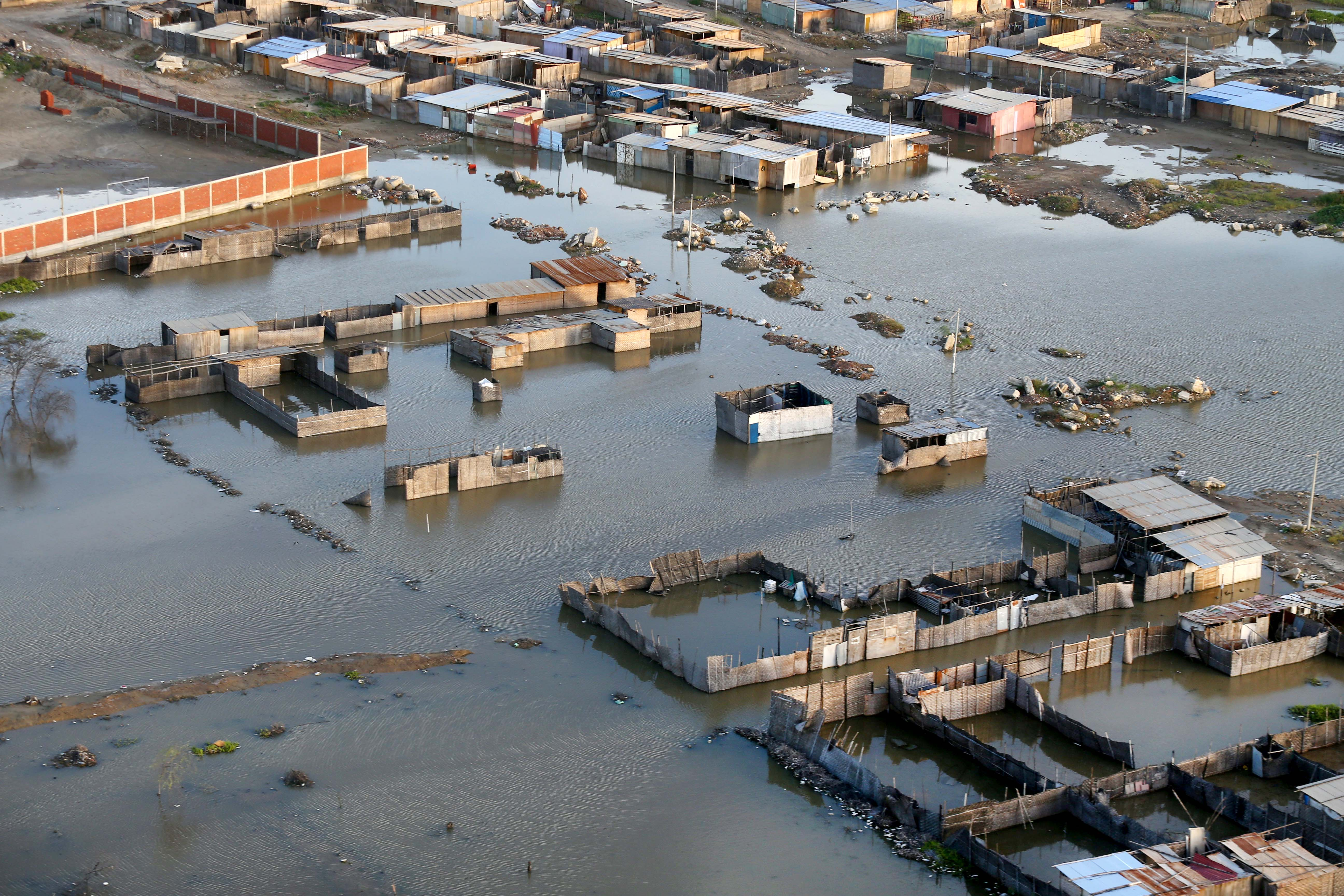
Un sector del distrito de Castilla, Piura, afectado por las inundaciones.

El 3 de febrero de 2017 se declaró en estado de emergencia las regiones de Tumbes, Piura y Lambayeque. Ese mismo día, el Comité Multisectorial Encargado del Estudio Nacional del Fenómeno de El Niño (ENFEN) informó el establecimiento del estado de alerta de El Niño Costero que se extiende por todos los departamentos del litoral peruano, incluyendo el departamento de Lima.
Los daños más graves se registraron en el norte del Perú: los departamentos de Tumbes, Piura y Lambayeque fueron afectados por lluvias torrenciales que provocaron inundaciones y huaicos, afectando a viviendas y áreas de cultivos. En varias zonas de la costa originó cortes de carreteras, rompimiento de puentes e incluso derrumbes de escuelas públicas.
Otros departamentos más afectados fueron La Libertad y Áncash. Trujillo fue afectada por las quebradas y varias vías de comunicación se encuentran bloqueadas. Mientras que Huarmey quedó inundado e incomunicado por el desborde del río homónimo de la ciudad.
En Lima, las zonas ribereñas de la provincia de Lima sufrieron los desbordes de los ríos Chillón, Huaycoloro, Rímac y Lurín; las zonas más afectadas fueron Carapongo, Huachipa, Chosica y Cajamarquilla. El suministro de agua en la capital fue restringido y en algunos sectores hasta suspendido por varios días debido a la turbidez de los ríos y al material sólido que dificultaba su tratamiento. Otras provincias de Lima sufrieron también estragos: Huarochirí, donde la localidad más afectada ha sido Santa Eulalia; y Cañete, cuya capital, San Vicente de Cañete, sufrió la crecida del río Pócoto.
Más al sur, los departamentos de Ica y Arequipa sufrieron también los embates de las lluvias y los desbordes de los ríos. En enero, la activación de las quebradas provocó la inundación de la localidad de La Tinguiña (Ica). La ciudad de Arequipa sufrió restricciones en el servicio de agua potable, debido a la alta turbidez registrada en el río Chili, que dificultaba el sistema de tratamiento de la misma.
Hasta el 31 de marzo del 2017, se informó un total de 101 fallecidos, 353 heridos, 19 desaparecidos, 141,000 damnificados y casi un millón de afectados a nivel nacional desde diciembre del 2016.
Producto también de este fenómeno, durante el año 2017 se alcanzó la cifra de  68 290 casos  de infectados con dengue y 89 muertos producto de ello, frente a los 26 433 casos registrados durante el 2016. 

### Ecuador
En Ecuador las lluvias han causado la muerte de 16 personas., cientos de damnificados y desplazados, la Secretaría Nacional de Riesgos de ese país declaró el estado de emergencia en varias provincias tales como Manabí (provincia que un año atrás fue devastada por un terremoto de 7,8 Mw) y además su capital, Portoviejo, registró fuertes lluvias en la madrugada inundando a varios sectores; Guayas (cuya capital,Guayaquil,Cuenca,Ambato,Ibarra,Nueva Loja. ha experimentado las mayores tormentas), Santa Elena, El Oro y Los Ríos; además las provincias en la Sierra Central y Centro-Norte (Azuay, Cañar, Bolívar, Chimborazo, Tungurahua, Cotopaxi y Pichincha) han experimentado lluvias cinco veces más fuertes de lo normal; en el Distrito Metropolitano de Quito las lluvias también han ocasionado deslaves, derrumbamientos y socavones, en Cuenca además de soportar granizadas, los aguaceros en los cuatro ríos que cruzan esta ciudad se encuentran al borde del deslave.
En la última semana de marzo, el temporal empezó a afectar también a las provincias del norte (Esmeraldas, Carchi, Imbabura y Sucumbíos).

## Desastres
Desde el inicio del Niño costero, las costas peruanas y ecuatorianas se han visto afectadas por diversos desastres. Los cuales han causado cientos de fallecidos y miles de damnificados.

### Derrumbes
Los huaicos, desbordes y deslizamiento de tierra se intensificaron especialmente en la cuenca del Pacífico, este fenómeno afecto inicialmente a las poblaciones que vivían cerca de las quebradas de los cerros, pero al empeorarse la situación los huaicos continuaron hasta llegar a ciudades alejadas de los cerros como Huaraz.

### Lluvias torrenciales y tormentas eléctricas
Las lluvias torrenciales acompañadas de tormentas eléctricas se iniciaron en regiones del norte peruano como Lambayeque, La Libertad, Piura y provincias del sur ecuatoriano como El Oro, Loja y Azuay, varias de ellas presentaron por primera vez lluvias con descargas eléctricas, y en especial el Distrito Metropolitano de Guayaquil, paulatinamente también se fueron presentando lluvias a gran escala en diversas partes de ambos países donde las lluvias son escasas, tales como los departamentos de Lima y Tacna, otras ciudades que sí son comúnmente lluviosas como Quito y Riobamba registraron niveles históricos de hasta 5 o 6 veces más precipitaciones.
La selva amazónica peruana también presentó un aumento significativo de lluvias.
Las granizadas comenzaron en las regiones del sur peruano, la más afectada fue Puno, sus autoridades se vieron obligadas a cerrar escuelas y evitar el pase en carreteras. Los últimos días varios habitantes de Lima avisaron a las autoridades la aparición de grandes cantidades de masa blanca en los cerros de la sierra de Lima.
La ciudad ecuatoriana de Cuenca también registró una fuerte lluvia de granizo que paralizó el tráfico y obligó a las autoridades municipales a declarar estado de emergencia suspendiendo las clases en escuelas, colegios y universidades.

### Inundaciones
Prácticamente gran parte del Perú y Ecuador está teniendo repetidas inundaciones tras el desborde de los ríos y quebradas por las lluvias y el fácil transporte del agua a través de los deslizamientos.

## Repercusiones
El Niño costero ocasionó repercusiones en los países limítrofes:
- En la región chilena de Arica y Parinacota se dieron fuertes lluvias que dejaron aislados a varios poblados de la zona andina, marejadas de hasta cuatro metros, así como un incremento en los caudales de los ríos Lluta y San José.[50][51]
- Las regiones colombianas del Pacífico y Amazonas presentan un aumento serio de los caudales de sus ríos.[52]
- El Río Amazonas y todos de sus afluentes que vienen siendo excesivamente alimentados saldrán de su cauce y provocarán inundaciones en Brasil.
- En Bolivia ocho de sus regiones se vieron afectadas por las fuertes lluvias y la constante presencia de granizo, hasta ahora dos personas han fallecido y seis se encuentran hospitalizadas.[53][54]
- El 31 de marzo, 17 barrios de la ciudad de Mocoa, capital del departamento de Putumayo en Colombia fueron sepultados por un desprendimiento de lodo y escombros (huaico) causado por una fuerte tormenta ocurrida en la madrugada. El hecho ocurrió aproximadamente a las 11:30 p. m., cuando la mayoría de los 45,000 habitantes dormía en sus casas. Hasta el momento se conocen 254 fallecidos, 200 desaparecidos y 400 heridos. Se espera que estas cifras incrementen durante la semana. El presidente colombiano Juan Manuel Santos declaró la ciudad en estado de emergencia y culpó al cambio climático por lo ocurrido.[55][56]

## Reacción y Ayuda al Perú

### Reacción del pueblo peruano

#### Donaciones

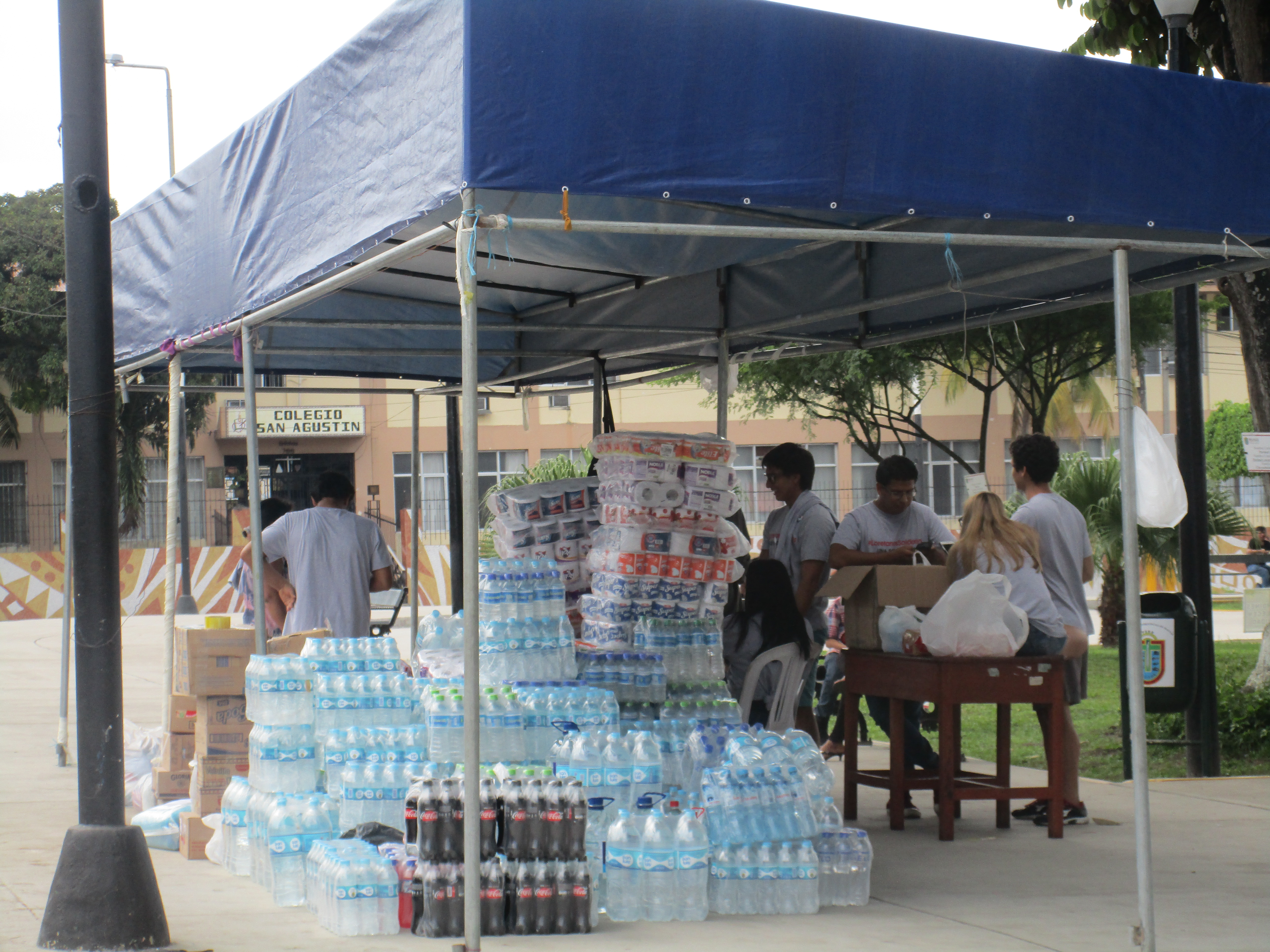
Sitio de donación voluntaria en Iquitos para los damnificados.

Al saberse la noticia de los desastres, las clases escolares fueron suspendidas del 16 al 27 de marzo en Lima Metropolitana y hasta el 3 de abril en las directamente zonas afectadas, pero esto depende de la situación. Muchas personas dedicaron su tiempo en la semana a ayudar en distintas ONGs que recibían donaciones. Diversos centros comerciales, colegios, viviendas y lugares públicos se convirtieron en puntos de acopio de donaciones; donde se recibían vivieres no perecibes, agua, ropa, utensilios, artículos de higiene personal, entre otros.

#### Falta de agua y alza de precios

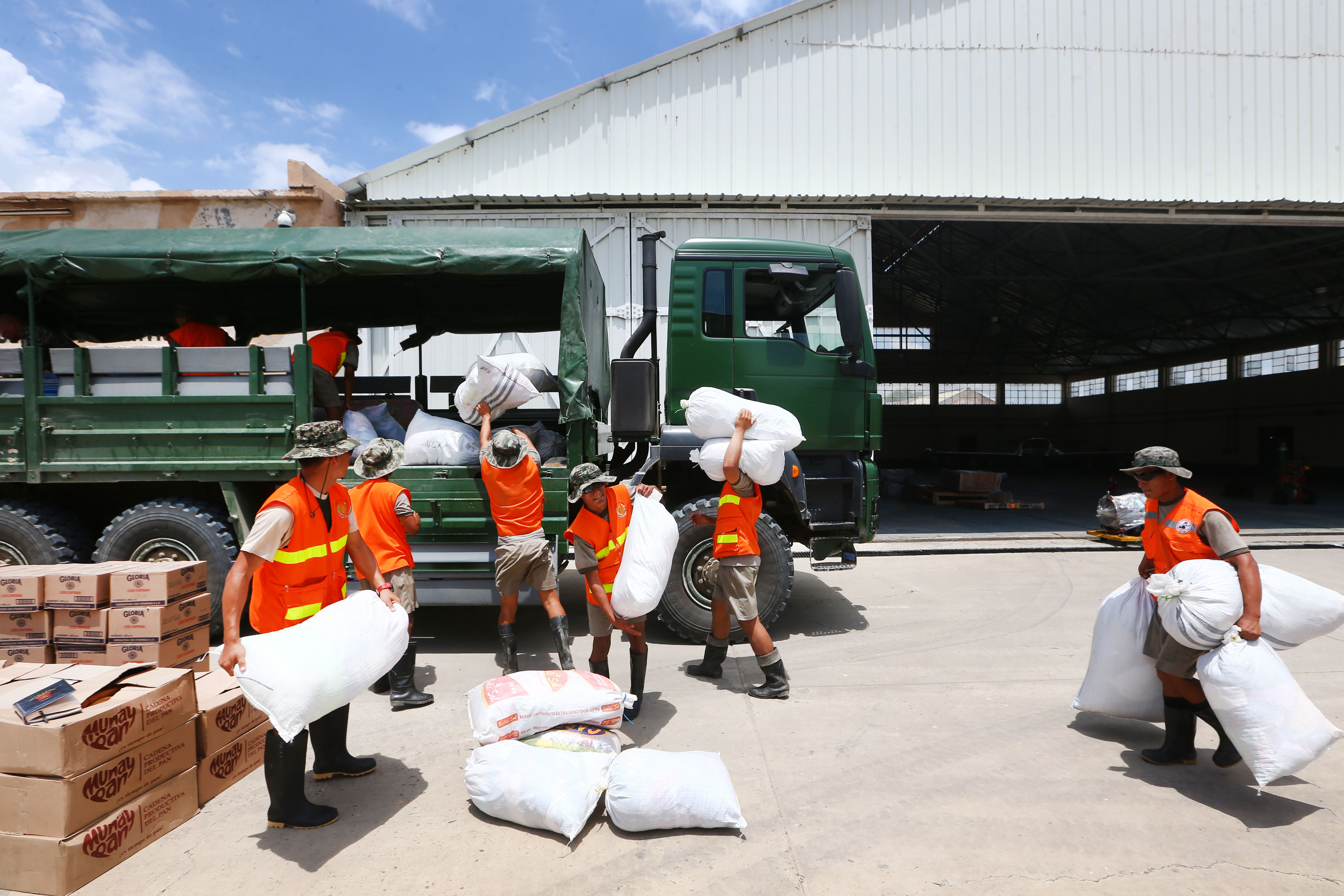
Recolección de comida y agua por el ejército de la República del Perú para el norte peruano y el este del departamento de Lima.

Al ocurrir los desastres, muchas zonas afectadas y aledañas quedaron desabastecidas debido al alto caudal del Río Rímac, el cual abastece a todo Lima Metropolitana. La empresa nacional Sedapal, encargada del abastecimiento de agua, generó controversia al publicar distintos comunicados estableciendo horarios del retorno del agua. Al resultar errados, el pueblo limeño criticó duramente al gobierno, para acabar con las críticas, el premier Fernando Zavala aclaró que era casi imposible saber con seguridad cuando volvería el agua por la situación del río, pero destacó el trabajo de Sedapal en la La Atarjea y por facilitar agua a los ciudadanos a través de camiones cisternas ubicadas en distintos distritos de Lima Metropolitana.
Los diferentes desastres y el cierre de las vías de transporte principales en Perú causó el aumento repentino de diferentes vegetales y productos escasos. El caso más representativo fue el del limón, el cual subió rápidamente de 1.50 soles el kilo, hasta llegar a costar aproximadamente 45-50 soles el kilo. Luego de unos días los ciudadanos dejaron de comprar limón para bajar la demanda y esto causó que su precio se desplomara hasta los 9 soles el kilo y finalmente, luego de una semana, el precio se estableció entre los 4 y 7 soles hasta nuevo aviso.

### Reacción en los medios
Los desastres ocurridos en Perú obtuvieron mucha atención mediática nacional e internacional, lo que causó que muchas personas se enteraran de lo sucedido en el país y ofrezcan su apoyo. Muchos canales nacionales dedicaron el cien por ciento de su programación a cubrir el desastre y ofrecieron sus estudios como zonas de acopio de donaciones. Uno de los casos que se compartió a nivel internacional fue Evangelina Chamorro, una mujer que sobrevivió tras ser arrastrada en Punta Hermosa, posteriormente convertida en mujer símbolo.
En las redes sociales, millones de personas alrededor del mundo expresaron su dolor por los fallecidos y enviaron apoyo moral a los damnificados. A través de Twitter, se crearon diferentes tendencias para apoyar al Perú y muchas ONGs nacionales comenzaron a trabajar para ayudar a los damnificados, creando fondos de donaciones a través de páginas web e invitando al mundo a que colabore. El apoyo se pudo observar a través de distintos hashtags como #PrayForPerú, #UnaSolaFuerza, #PeruEnEmergencia, entre otros. Los cuales se hicieron tendencia mundial y captaron la atención muchas celebridades nacionales e internacionales entre ellas: Chayanne, Gloria Trevi, Gianmarco, Noel Shajris, J Balvin, Maluma, Alejandro Sanz, Claudio Pizarro, Natalie Vértiz, Maju Mantilla y Eugenio Derbez; las cuales se unieron al apoyo
Al igual que las celebridades, muchas marcas y empresas nacionales e internacionales se unieron para ayudar a los damnificados con alimentos, agua, productos propios y dinero. Entre estas destacan: Uber, Cabify, Backus Perú, CocaCola Company y Arca Continental Lindley, Grupo Gloria, LATAM Perú, Supermercados Wong, Claro Perú, Movistar, Supermercados Tottus, Yaqua, Alicorp, Krispy Kreme Perú, Entel Perú, Tiendas Tambo, Bitel, BBVA Continental y Starbucks Perú.

### Reacción de los gobiernos y otras organizaciones internacionales

#### Organizaciones internacionales
- : Comunidad Andina (CAN) expreso su solidaridad con Perú.[88]

#### Gobiernos

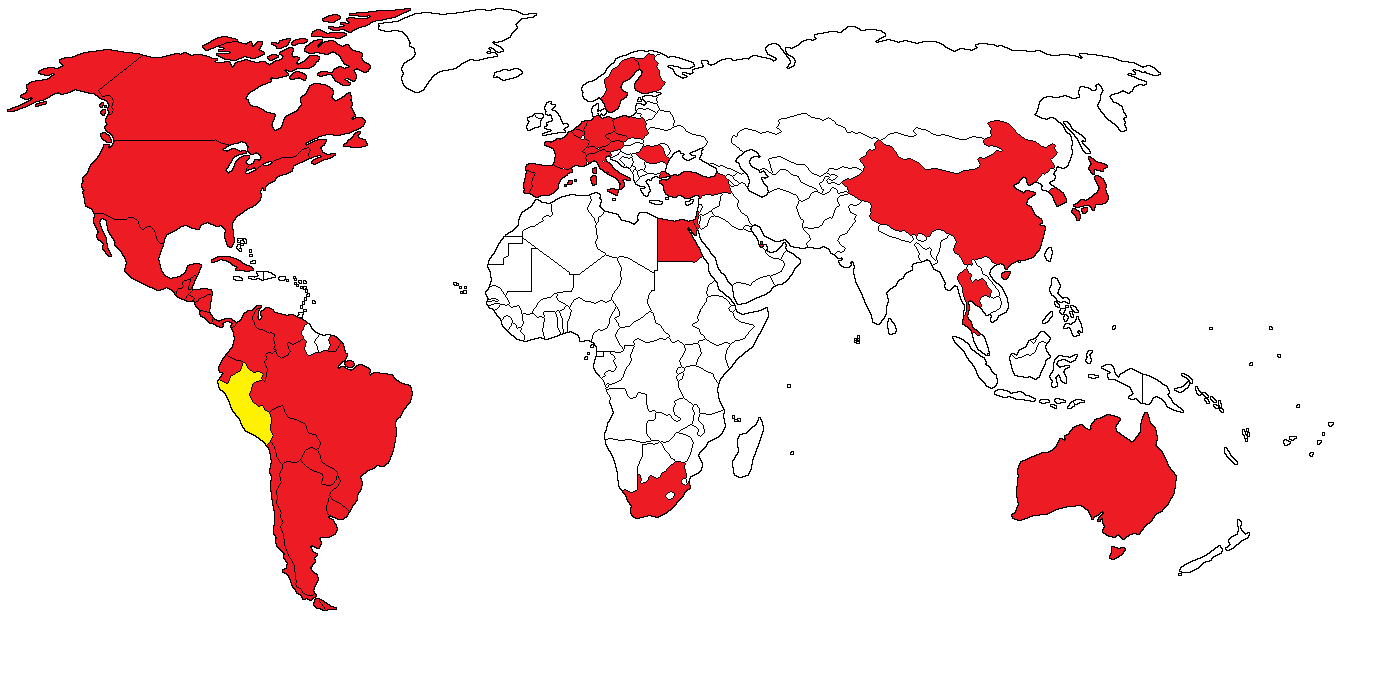
Países que mandaron mensajes de solidaridad, dinero o ayuda humanitaria al Perú.
Perú.

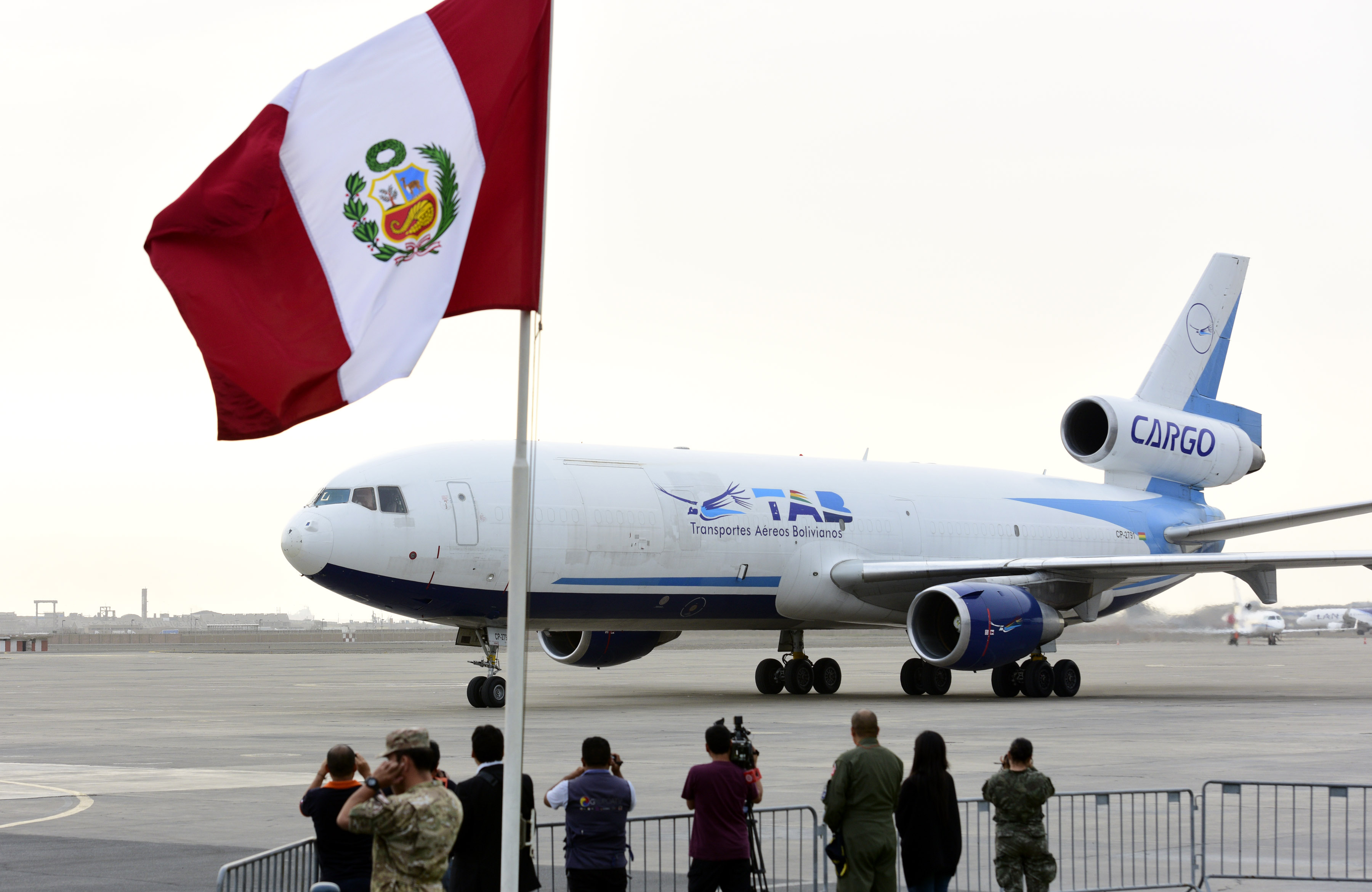
Llegada de un avión de la Fuerza Aérea Boliviana trayendo un cargamento de donaciones.

- Colombia: El presidente colombiano Juan Manuel Santos fue el primer mandatario en pronunciarse sobre la crisis climática y dijo que él y su país se ofrecen para ayudar a Perú. Envió 30 toneladas de ayuda y un equipo de atención de desastres.[89]
- Chile: La presidenta chilena Michelle Bachelet escribió en su cuenta de Twitter, «cuenten con nosotros», también dio luz verde para que ciudadanos chilenos puedan donar y el gobierno por medios de sus consulados lo entregue a los ciudadanos del Perú.[90] Un avión de la Fuerza Aérea de Chile llegó a Lima con 18 toneladas de agua, alimentos y artículos de aseo.[91]
- Paraguay: El presidente paraguayo Horacio Cartes ofreció ayuda para el país.[92]
- Venezuela: A pesar de que El Niño causó averías graves en el suministro eléctrico de este país, el mandatario Nicolás Maduro aseguró que «Venezuela esta lista para ir al Perú y apoyar al pueblo hermano». Maduro ordenó a su canciller mandar equipos venezolanos para ayudar al gobierno peruano.[93] El gobierno venezolano envió más de 70 toneladas de ayuda humanitaria.[94]
- Bolivia: El presidente boliviano Evo Morales señaló que brindarán su apoyo «ante el dolor por desastres naturales».[95]
- Ecuador: La cancillería ecuatoriana «ha comunicado a las autoridades peruanas su plena disposición de prestar ayuda de emergencia, de acuerdo a las prioridades de atención que se establezcan»,[96] además comenzarán a repatriar a los ecuatorianos varados en Perú.[97]
- Argentina: El gobierno de Argentina ha ofrecido sus servicios para ayudar a los damnificados.[98]
- Estados Unidos: El gobierno estadounidense ordenó que todos sus helicópteros ubicados en la frontera con Brasil, ayudando en la lucha contra el narcotráfico, se dirijan a las zonas afectadas.[99]
- Israel: El gobierno israelí, a través de su embajada, expresó su solidaridad con el pueblo peruano y dijeron que están dispuestos a ayudar.[100]
- Nicaragua: El gobierno de Nicaragua expresó que «lamenta las muertes y expresa su solidaridad con el Perú».[101]
- Honduras: El gobierno de Honduras expreso su solidaridad con el Perú.[102]
- Panamá: El gobierno de Panamá expreso su solidaridad con el Perú y envió carpas y químicos purificadores de agua.[103][104]
- España: El presidente del gobierno español Mariano Rajoy envió sus condolencias al Perú.[105]
- Santa Sede: El papa Francisco envió sus condolencias al Perú y ordenó la donación de 100,000 dólares para ayudar a los damnificados.[106]
- Cuba: El presidente cubano Raúl Castro manifestó sus condolencias con el Perú.[107]
- Francia: El gobierno de Francia a través de su cancillería manifestó su solidaridad con el Perú.[108]
- Uruguay: El gobierno uruguayo envió purificadores de agua y apoyo técnico.[109]
- Brasil: El gobierno brasilero envió aviones para ayudar a transportar a la víctimas.[110]
- Canadá: El gobierno canadiense envió una donación de 442.500 dólares canadienses.[111]
- China: El gobierno chino envió una donación de 1,5 millones de dólares.[112]
- Corea del Sur: El gobierno surcoreano envió una donación de 300,000 de dólares.[113]
- Japón: El gobierno japonés envió una donación de artículos de emergencias como ropa y comida no perecible.[114]
- México: Facilitó el apoyo de rescatistas, buzos, enfermeras y cirujanos para ayudar a la zona norte del país.[115]

#### Otros
Países como Turquía, Japón, Alemania, Costa Rica, China, Canadá e incluso la Unión Europea enviaron suministros esenciales, también varios de los países mencionados están a la espera de un llamamiento de ayuda humanitaria mundial en el Perú.

## Fin del fenómeno
Con fecha 13 de junio de 2017, la comisión oficial encargada del Estudio Nacional del Fenómeno de El Niño (ENFEN) dio por concluida oficialmente la presencia del fenómeno climático de El Niño Costero, precisando

El evento El Niño Costero ha finalizado en el mes de mayo y considera más probable el desarrollo de las condiciones neutras en la región Niño 1+2 en lo que resta del año" y que por lo tanto, la Comisión Multisectorial Enfen cambia el estado de sistema de alerta a 'No Activo".
Estudio Nacional del Fenómeno de El Niño